# Élisa Bonaparte
Élisa Bonaparte, nascuda com Maria-Anna (1777- 1820), va ser una princesa francesa i altesa imperial (1804), germana de Napoleó Bonaparte.
Élisa va ser de manera successiva princesa de Piombino i de Lucca, després Gran duquessa de Toscana. Va estar molt interessada per les arts, especialment pel teatre i les encoratjà en els territoris on regnà.

## Biografia
Maria-Anna Bonaparte nasqué a Ajaccio, Còrsega, i sempre va ser molt propera al seu germà Lucien; va ser ell qui li va donar el sobrenom d'Élisa, que ella adoptà com a nom oficial.
En juny de 1784, gràcies a una bossa d'estudis, va ser enviada a la Maison royale de Saint-Louis, a Saint-Cyr-l'École (actualment al departament Yvelines), on el seu germà Napoleó la visità diverses vegades. L'Assemblea nacional legislativa durant la Revolució francesa va decretar el tancament de la Maison royale l'any 1792, i Élisa tornà a Ajaccio.

### Matrimoni
El 1795, la família Bonaparte es va instal·lar a Marsella, Élisa conegué Pasquale Baciocchi, el qual es va canviar de nom per a fer-se dir Félix Baciocchi. El seu matrimoni civil tingué lloc l'1 d'agost de 1797, a Marsella. El juny de 1797, Napoleó va fer venir la seva família al seu château de Mombello, a Limbiate; allà Élisa i Félix es casaren per matrimoni religiós ensems que la germana d'Élisa, Pauline Bonaparte, amb el general Victor-Emmanuel Leclerc.
El 1799, els Bonaparte s'instal·laren a París. Amb l'adveniment del Consolat ella va tenir un saló literari, on feu amistat amb el periodista Louis de Fontanes.

### Imperi
El novembre de 1800, va ser enviada a Madrid en qualitat d'ambaixadora a Espanya, en companyia de Félix Baciocchi, nomenat secretari.
El 18 de maig de 1804, el senat votà en favor de l'Imperi i Élisa (com les altres germanes de Napoleó) prengué el títol d'altesse impériale, mentre que Félix Bacciochi fou promogut a general de brigada i després nomenat senador.

### Princesa de Piombino i de Lucca

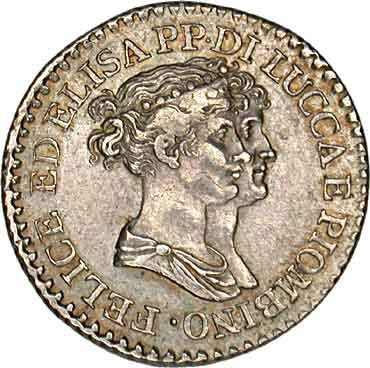
Moneda amb l'efígie d'Élisa i Félix.

El 18 de març de 1805, Napoleó confià a Élisa el principat de Piombino, propietat de França, des de feia alguns anys. Félix i Élisa prengueren els títols de príncep i de princesa de Piombino. Aquesta regió tenia un gran interès estratègic per Napoleó, donat que era propera a l'illa d'Elba i a Còrsega. El juny de 1805, la república oligàrquica de Lucca, ocupada per França des de 1799, va ser erigida en principat i igualment atribuïda a Élisa i a Félix. Élisa va exercir la major part del poder a Lucca i a Piombino.
El 31 de març de 1806, Napoleó tragué Massa i Carrara del Regne d'Itàlia i les incorpora a les possessions d'Élisa. Carrara tenia el millor marbre blanc d'Europa. Élisa va establir una Académie des Beaux-Arts destinada a acollir els millors escultors, també fundà una banca, la «Banque Élisienne», destinada a ajudar escultors i obrers.
Va fer una reforma del clergat a Lucca i a Piombino a partir de maig de 1806, nacionalitzà els béns del clergat i va tancar els convents no destinats a hospital o a ensenyament. Es va fer un nou codi penal a Lucca, promulgat el 1807. El 5 de maig de 1807, Élisa creà per decret el Comitè d'Encoratjament de l'Agricultura les Arts i el Comerç, destinat a augmentar la producció dels seus territoris. S'experimenta amb noves plantacions de moreres de seda des de 1808.
També va fundar centres d'ensenyament.
En urbanisme les seves actuacions foren controvertides, feu demolir la Collegiata di San Pietro (Massa) el març de 1807. El 1811, Élisa creà un jardí botànic

### Gran-duquessa de Toscana

Élisa amb la seva filla Élisa Napoléone a Florència per François Gérard, 1811.

El Regne d'Etrúria, confiat a Marie-Louise de Bourbon, es va mostrar aviat mal dirigit. El novembre de 1807, Marie-Louise abandonà Etrúria. A partir del 12 de maig de 1808, la Toscana va ser confiada a un governador interí, Abdallah Jacques Menou, un militar francès convertit a l'Islam a Egipte. Però va ser rellevat per Napoleó el 5 d'abril de 1809.
Élisa desitjava des de 1808 governar la Toscana, però emmalaltí un temps i una vegada restablerta, el febrer de 1809, un decret creà oficialment el Gran Ducat de Toscana, confiat a Élisa, mentre que Félix va ser promogut general de divisió. En aquest cas, Élisa va rebre ordre d'aplicar les decisions de Napoleó i els seus ministres, sense poder modificar-les.
El 2 d'abril de 1809, Élisa va anar a Florència, la capital del gran ducat de Toscana, on va ser acollida fredament per la noblesa. Com a Lucca, Élisa nacionalitzà els béns del clergat i tanca molts convents.

### Destitució i exili
El 1813, després de la desfeta de la Campanya de Rússia, Joachim Murat, marit de Caroline Bonaparte i rei de Nàpols, se separà de l'Emperador Napoleó, els napolitans marxaren sobre Roma i el primer de febrer de 1814, Élisa hagué d'abandonar la Toscana per a anar a Lucca.
El març, Massa i Carrara foren recuperades pels napolitans, i les tropes austroangleses comandades per Lord Bentick conqueriren Lucca, fent fugir de nit a Élisa el 13 de març de 1814. Va estar-se uns dies a Àustria gràcies al seu germà Jérôme Bonaparte, després partí a Trieste, a la Villa Caprara.
Napoleó va fugir d'Elba el primer de març de 1815, Élisa va ser arrestada el 25 març i internada a la fortalesa de Brünn. A finals del mes d'agost va ser alliberada i autoritzada a residir a Trieste sota el nom de comtesse de Compignano. Va adquirir la casa Villa Vicentina prop de Cervignano, i finançà les excavacions arqueològiques de la regió, però el juny de 1820 va agafar un càncer i morí el 7 d'agost.